# وینستون استرزل
وینستون فردریک استرزل (انگلیسی: Winston Frederick Sterzel؛ زادهٔ ۱۷ اوت ۱۹۸۰)، که بیشتر با نام مستعار SerpentZA شناخته می‌شود، یوتیوبر و تهیه‌کننده تلویزیونی اهل آفریقای جنوبی است.
او ۱۴ سال در شنژن، گوانگ‌دونگ در چین زندگی کرد و در سال ۲۰۱۹ به لس‌آنجلس نقل مکان کرد.
ویدئوهای او موضوعات مختلفی را در رابطه با زندگی در چین از دیدگاه غربی‌ها به نمایش می‌گذارد.